# Crescent Beach (comté de Saint Johns, Floride)
Crescent Beach est une census-designated place du comté de Saint Johns, dans l'État de Floride, aux États-Unis,. En 2020, elle compte une population de 844 habitants.